# Romualdo Mon y Velarde
Romualdo Antonio Mon y Velarde (Mon, Palacio de Mon en San Martín de Oscos, Principado de Asturias, 4 de julio de 1749-Sevilla, 16 de diciembre de 1819) fue un sacerdote y obispo español que fue nombrado arzobispo de Tarragona y arzobispo de Sevilla.

## Biografía
Nació en el palacio familiar de Mon, hijo de Fernando de Mon y Valledor (muerto en 1781), señor y mayorazgo de las casas de Mon, en los Oscos, y del Valledor en Allande (Asturias), y de sus jurisdicciones inclusas en el concejo de Ibias, también en esta región, y de su mujer Francisca María de Velarde Prada y Cienfuegos (muerta en 1767), de las casas de Velarde, en Santillana del Mar, Prada en Proaza y de la condal de Marcel de Peñalva.
Estudió en el seminario de Ávila, bajo la tutela de su tío Romualdo Velarde y Cienfuegos, obispo de esta diócesis. De esa época data su amistad con Jovellanos que posteriormente solicitó su ayuda cuando se encontraba preso en el Castillo de Bellver.
Entre 1803 y 1816 fue Arzobispo de Tarragona. Durante la Guerra de la Independencia española se trasladó a Mallorca y cuando volvió a Tarragona encontró el Castillo del Patriarca, residencia habitualmente utilizada por los obispos en esta ciudad, destruido por el ejército de Napoleón, por lo que inició la construcción de un nuevo palacio arzobispal.
En 1816 fue nombrado Arzobispo de Sevilla, ocupó la sede de esta archidiócesis hasta su fallecimiento en 1819.

## Órdenes
- Comendador de la Orden de Francisco I.[3] (Reino de las Dos Sicilias)